# 安又琪
安又琪（英語：Angela，1982年10月14日—），女，汉族，黑龙江鸡西人，中国大陆歌手。2004年度湖南卫视“超级女声”南京唱区第一名、年度总决选冠军。曾是“北漂”一族，在酒吧等地演唱，超级女声后被天娱公司纳入旗下并推出个人专辑。
2004年出道至今，共发行3张专辑3张EP。歌曲代表作有《你好周杰伦》、《有你陪着我》、《谈情说爱》、《唱得响亮》、《笑着说再见》等。

## 生平
1982年，出生于黑龙江省鸡西市一个普通工人家庭，中学毕业便只身一人到北京北漂；1998起从黑龙江转居北京开始了6年艰苦的北漂生活，从PUB走向了中央大赛。1999年底参加I Want Music的歌唱赛。
2000年与台湾的摄影造型化妆师合作拍过一组平面照片。
2002年底与王子鸣合作《贴身情人》音乐录影带，同时，还与谢晓东合作《心中央》音乐录影带。
2003年参加中央三台的《音乐擂台》获得周擂主、月擂主。
2004年拍过一支《好上好》英文发音书的广告。
2004年参加湖南卫视、湖南娱乐频道、天娱传媒联合主办的“超级女声”比赛，赢得南京赛区冠军及全国总冠军。 比赛结束后，签约成为天娱传媒有限公司旗下艺人。
2006年1月11日於北京新聞大廈舉行記者發佈會，正式宣佈安又琪與日本艾迴唱片簽約。
2011年签约孟庭苇入股的公司“乐华娱乐”，成为韩庚、孟庭苇、沙宝亮、阿兰、周笔畅、黄征等艺人的同门。

## 音乐作品

### 专辑和EP
| 专辑数量 | 专辑名称           | 专辑类型 | 发行公司 | 发行日期       | 专辑曲目 |
| -------- | ------------------ | -------- | -------- | -------------- | --- |
| 第一张   | 《Angela安又琪》   | 专辑     | 天娱传媒 | 2004年12月21日 | 曲目 1. 你好，周杰伦【mv】 2. 别靠近我【mv】 3. 最后悔爱谁 4. 帅哥 5. 梦想【mv】 6. 最幸福的孩子 7. 哎呀 8. 丑小鸭 9. 爱就象微风 10. 别靠近我Remix                                 |
| 第二张   | 《谈情说爱》       | 专辑     | 艾迴唱片 | 2006年2月22日  | 曲目 1. 谈情说爱【mv】 2. 失恋的人不能听【mv】 3. 有你陪着我【mv】 4. 挑 5. 别管我 6. 两点寂寞 7. 甚么东东 8. 困兽之爱 9. 就这样吧 10. 热恋烟火                                    |
| 第三张   | 《因瞰朵》         | EP       | 乐华娱乐 | 2011年3月31日  | 曲目 1. 因瞰朵【mv】 2. 對味 3. 見壞就收 |
| 第四张   | 《MISS安》         | 专辑     | 乐华娱乐 | 2012年10月9日  | 曲目 1. 伞下的天空 2. 悲催的姐妹【mv】 3. 失恋这件小事【mv】 4. 等你懂了【mv】 5. 安大小姐【mv】 6. 不一样的地方 7. 冒火 8. 孤独的半音 9. 圣诞夜 10. 樱桃炸弹 11. You’re My Friend |
| 第五张   | 《大爱Crazy Love》 | EP       | 乐华娱乐 | 2013年11月13日 | 曲目 1. 大爱【mv】 2. 勇敢爱【mv】 3. 微笑面具【mv】 |
| 第六张   | 《口紅糖》         | EP       | 乐华娱乐 | 2016年5月16日  | 曲目 1. 口紅糖【mv】 2. 笑著說再見 3. 抓不到 4. 給陌生人的情歌 5. 對的心 |

### 单曲
未收录专辑的单曲
| 發行日期 | 歌曲名稱               | 所屬專輯、备注                       |
| -------- | ---------------------- | ------------------------------------ |
| 2004年   | 《爱》                 | 公益歌曲                             |
| 2005年   | 《我唱我的歌》         | 2005年首届网络《搜狗超级女声》主题曲 |
| 2006年   | 《清净法身佛》         |                                      |
| 2006年   | 《分享》               | 收录于《唱得响亮》合辑               |
| 2007年   | 《鼠来宝》             | 贺岁单曲                             |
| 2008年   | 《我有一梦想》         | 公益单曲                             |
| 2008年   | 《我要的爱情》         | 偶像剧《那小子真帅》插曲             |
| 2008年   | 《我们心在一起》       | 赈灾歌曲                             |
| 2008年   | 《爱在你身边》         | 赈灾歌曲                             |
| 2009年   | 《沉默手机》           | 三星Anycall主题曲                    |
| 2009年   | 《妈妈留给我一首歌》   | 收录于《红星闪闪》合辑               |
| 2009年   | 《Feel The Beat》      |                                      |
| 2010年   | 《换成》               | 赈灾歌曲                             |
| 2010年   | 《我们是一家人》       | 公益单曲                             |
| 2010年   | 《对味》               |                                      |
| 2011年   | 《最美的意义》         | CCTV-6栏目《星光都市》片尾曲         |
| 2011年   | 《救救孩子》           | 公益单曲                             |
| 2011年   | 《心香》               | 电影《幸福卡片》主题曲               |
| 2011年   | 《跨越新世界》         | 公益单曲                             |
| 2012年   | 《孩子》               | 公益单曲                             |
| 2012年   | 《云图》               | 和韩庚、周笔畅、黄征等合唱           |
| 2013年   | 《我们爱一辈子好不好》 | 电视剧《小两口》插曲                 |
| 2013年   | 《小两口》             | 电视剧《小两口》主题曲               |
| 2013年   | 《巴郎仔》             | 电影《无人区》插曲                   |
| 2014年   | 《小样儿》             |                                      |

## 其他MV
担任其他歌手歌曲MV女主角
| 發行日期 | 歌手名字 | 歌曲名称       |
| -------- | -------- | -------------- |
| 2002年   | 王子鸣   | 《贴身情人》   |
| 2003年   | 解晓东   | 《心中央》     |
| 2005年   | 东来东往 | 《回到我身边》 |
| 2009年   | 王高兴   | 《HAPPY KING》 |

## 影视作品

### 电视剧
2006年 湖南卫视偶像反转剧《去海边的机票》

### 电影
2007年 《倾城之爱》
2012年 《丑男大翻身》

### 综艺
2021年 乘风破浪的姐姐 (第二季)选手